# Дивні історії професора Зарбі
Дивні історії професора Зарбі (фр. Les Histoires bizarres du professeur Zarbi) — анімаційний телесеріал для дорослих. Складається з 22 епізодів по 22 хвилини. Режисер серіалу Мішель Боде, який також озвучував в ньому ролі, створив його на хвилі успіху попереднього серіалу «Довбануті голови» (Têtes à slaques), і дію обох серіалів відбувається в тих же містах Квебеку. Серіал транслювався з осені 2019 року по ночах на каналі Télétoon. Також всі серії доступні на каналі Youtube.
Герої серіалу — професор Зарбі (фахівець з паранормальних явищ, який прагне вирішувати конфлікти між світом людей і надприродними істотами) і його вірний помічник Бенжамен. Його втручання постійно перетворюються на божевільні пригоди, повні гумору.
Прізвище професора запозичене з епізоду «Планета-мережа» серіалу «Доктор Хто», де Зарбі — назва інопланетних монстрів. З іншого боку, ім'я також є грою слів (переставлені склади слова фр. bizarre (вимовляється «бізар»), яке означає «дивний»).